# Большая Морянка
Большая Морянка — река в России, находится в Калининградской области. Устье реки находится в Куршском заливе. Длина реки составляет 18 км, площадь водосборного бассейна — 65,1 км². Протекает рядом с населёнными пунктами Василевское, Правдино, Наумовка, Ильичево, Вишнёвка, Константиновка. Берёт своё начало в городе Гурьевске, там она сообщается с рекой Гурьевкой.

## Название
К востоку от Большой Морянки протекает река с парным названием Малая Морянка.
Во времена Восточной Пруссии река называлась нем. Schaakener Beek.

## Данные водного реестра
По данным государственного водного реестра России относится к Балтийскому бассейновому округу, водохозяйственный участок реки — реки бассейна Балтийского моря в Калининградской области без рек Неман и Преголя. Относится к речному бассейну реки Неман и рекам бассейна Балтийского моря (российская часть в Калининградской области).
Код объекта в государственном водном реестре — 01010000312104300010656.

## Топографическая карта
- Лист карты N-34-42 Калининград. Масштаб: 1 : 100 000. Состояние местности на 1982 год. Издание 1987 г.